# Tribologie und Schmierungstechnik
Tribologie und Schmierungstechnik (kurz: TuS) ist eine naturwissenschaftlich-technische Fachzeitschrift. Sie befasst sich mit aktuellen Ergebnissen der Reibungs- und Verschleißforschung und der Schmierungstechnik.
Die Zeitschrift wurde 1953 gegründet und bis zum Jahr 2018 von Wilfried J. Bartz herausgegeben. Seit 2019 ist Manfred Jungk Herausgeber. Es erscheinen pro Jahr acht Ausgaben der Zeitschrift im expert verlag. Sechs Ausgaben sind sowohl gedruckt als auch digital erhältlich. Die seit 2022 erscheinenden Zusatzausgaben nur digital.
Die TuS ist redaktionell unabhängig und finanziert sich durch Abonnements und Anzeigen. Die Veröffentlichung eines Beitrages ist kostenlos. Für Open-Access-Publikationen wird eine einmalige Article Processing Charge erhoben.

## Themen
Die Artikel der TuS decken einen weiten Anwendungsbereich ab, sowohl im last-, geschwindigkeits- und temperaturabhängigen Reibkontakt als auch im Einsatz eines sich bewegenden Bauteils in der Praxis. Fachspezifische Themen für den Reibkontakt befassen sich unter anderem mit Oberflächen und Beschichtungen, Werkstoffen von Reibpartnern wie Metalle, Mineralkompositen, Keramiken oder Kunststoffe. Der Einfluss von chemischen und physischen Eigenschaften von Schmierstoffen auf die Reibung werden ebenso abgehandelt wie die Prüftechnologie und Simulationsberechnungen. Die in der Praxis eingesetzten Bauteile finden Anwendung im Maschinenbau, insbesondere der Antriebstechnik, aber auch der Zerspanungs- und Umformtechnik. Haptik und taktile Wahrnehmung von Oberflächen, Medizintechnik mit Hüft- und Kniegelenken sind weitere Beispiele.
Es werden Beiträge sowohl aus der universitären als auch aus der unternehmensinternen Forschung nach einer strengen Begutachtung veröffentlicht Die Begutachtung erfolgt redaktionell oder innerhalb eines Peer-Review-Verfahrens, das von unabhängigen Experten aus Wissenschaft und Industrie durchgeführt wird.

## Tribologische Verbände
Die Zeitschrift Tribologie und Schmierungstechnik (TuS) ist das Fachorgan der
- Gesellschaft für Tribologie e.V. Deutschland
- Österreichischen Tribologischen Gesellschaft
- Swiss Tribology.

Darüber hiaus werden auch ausgesuchte Mitteilungen von europäischen und internationalen Vereinigungen veröffentlicht.